# November 2012
Dit artikel geeft een chronologisch overzicht van belangrijke gebeurtenissen per dag in de maand november van het jaar 2012.

## Gebeurtenissen

### 4 november
- Theodorus II van Alexandrië wordt gekozen tot de 118e paus van de Koptisch-orthodoxe Kerk.
- In de dierentuin van het Amerikaanse Pittsburgh wordt een jongetje van drie jaar verscheurd door een roedel van elf Afrikaanse wilde honden. De jongen was over de omheining in het dierenverblijf gevallen.
- Bij een aanslag met een autobom komt een 11-jarig Turks meisje om het leven. Achttien mensen raken gewond. De aanslag wordt gepleegd in het stadje Semdinli, vlak bij de grens met Irak.
- In de Duitse stad Essen raakt een aantal auto's bedolven door een aardverschuiving.
- Het Syrische leger opent het vuur op een Palestijns vluchtelingenkamp in Damascus. Daarbij vallen zeker twintig doden. In het kamp Yarmouk wonen 150.000 Palestijnen dicht opeengepakt.
- Club Brugge ontslaat trainer-coach Georges Leekens vanwege matige resultaten van de Belgische voetbalclub.

### 5 november
- De Portugese politie neemt 313 kilo cocaïne in beslag uit containers afkomstig uit Brazilië. De drugs hebben een marktwaarde van zo'n 30 miljoen euro.
- De Nigeriaanse politie pakt 101 vermeende Biafraanse separatisten op.
- In Nederland leggen de nieuwe bewindspersonen van het kabinet-Rutte II, ten overstaan van koningin Beatrix, de eed of belofte af. Het is voor het eerst dat deze beëdiging in het openbaar plaatsvindt.
- Het nationaal voetbalmuseum Voetbal Experience in Middelburg staat te koop. Het beoogde bezoekersaantal, 200.000 per jaar, wordt bij lange na niet gehaald.
- Vier Letten worden op Schiphol van boord van een vliegtuig gehaald. De mannen worden aangehouden omdat ze bedreigingen uitten en voor overlast zorgden.
- De Spaanse regering verlengt haar noodprogramma om met financiële problemen worstelende Spaanse regio's van steun te blijven voorzien tot en met 2013.

### 6 november
- Presidentsverkiezingen in de Verenigde Staten.
- Fox in Stadskanaal is de populairste club van het land, zo laat Koninklijke Horeca Nederland weten. In de categorie populairste megaclub (vanaf 1500 personen) gaat Brothers in Bunnik er met de eer vandoor.
- Een speciaal fonds voor de hippische sport in Saoedi-Arabië gaat de komende vier jaar voor maar liefst 16 miljoen euro de vernieuwde landenwedstrijdenreeks voor springruiters ondersteunen.
- De Nederlandse wielerunie KNWU stelt een antidopingcommissie in. Die commissie moet onderzoek doen naar de dopingcultuur in het Nederlandse wielrennen en met concrete aanbevelingen komen om doping beter te kunnen bestrijden.
- Nog eens tien personen worden aangehouden naar aanleiding van de rellen rond het uit de hand gelopen Facebookfeest in Haren, in de avond en nacht van 21 op 22 september.

### 7 november
- Bij een aardbeving met een kracht van 7,4 op de schaal van Richter in Guatemala komen 48 mensen om het leven en raken meer dan 150 mensen gewond.
- Democraat Barack Obama wordt bij de Amerikaanse presidentsverkiezingen verkozen voor een tweede termijn als president.

### 9 november
- Na heftige bezwaren binnen de VVD wordt het regeerakkoord van het kabinet-Rutte II aangepast. De aangekondigde inkomensafhankelijkheid van de zorgpremie gaat niet door; in plaats daarvan zullen vermoedelijk belastingverlagingen worden geschrapt en/of belastingverhogingen worden aangekondigd.

### 10 november
- De algemeen directeur van de BBC, George Entwistle, neemt al na 54 dagen ontslag. De omroep raakte in opspraak toen een uitzending van het programma Newsnight ertoe leidde dat een politicus ten onrechte van kindermisbruik werd beschuldigd.

### 13 november
- Totale zonsverduistering in Noord-Australië.

### 15 november
- Xi Jinping wordt de nieuwe secretaris-generaal van de Chinese Communistische Partij. Het nieuwe Politbureau van China wordt geïnaugureerd.

### 19 november
- In Nederland is een verdachte opgepakt voor de moord op Marianne Vaatstra in 1999. De man kwam in beeld na een grootschalig DNA-verwantschapsonderzoek.

### 20 november
- Opstandelingen van de Tutsi-rebellengroep M23 veroveren de Congolese stad Goma.

### 21 november
- Mount Tongariro, een van de grootste actieve vulkanen in Nieuw-Zeeland, barst rond 14.30 uur (lokale tijd) uit. De uitbarsting op het noordelijke eiland van Nieuw-Zeeland is volgens de autoriteiten volkomen onverwacht.
- Bij een bomaanslag in een bus in Tel Aviv vallen 28 gewonden. De Israëlische politie spreekt van een terroristische aanslag, geclaimd door Hamas.
- Bij de crash van een militair transportvliegtuig bij de Jemenitische hoofdstad Sanaa komen tien mensen om.

### 22 november
- Australische onderzoekers ontdekken dat Sandy Island, een eiland dat al zeker tien jaar op diverse landkaarten vermeld staat, helemaal niet bestaat.

### 23 november
- In Sierra Leone maakt de kiescommissie de uitslag van de presidentsverkiezingen van 17 november bekend. Ernest Koroma wordt herkozen als president.

### 25 november
- Bij een brand in een textielfabriek in Bangladesh komen meer dan 100 mensen om het leven.
- De Duitser Sebastian Vettel wordt voor de derde keer op rij wereldkampioen Formule 1.

### 26 november
- In de Qatarese hoofdstad Doha start een conferentie van de Verenigde Naties over klimaatverandering.

### 27 november
- Het stoffelijk overschot van de Palestijnse leider Yasser Arafat wordt opgegraven om monsters te nemen die zullen worden getest op de aanwezigheid van polonium, omdat er hoge concentraties van deze radioactieve stof op zijn kleding zouden zijn gevonden.

### 28 november
- Bij aanslagen met twee autobommen in een wijk van de Syrische hoofdstad Damascus vallen minstens 34 doden en meer dan 80 gewonden.
- De commissie-Levelt publiceert haar rapport over de wetenschappelijke fraude van Diederik Stapel.

### 29 november
- Palestina wordt door de Algemene Vergadering van de Verenigde Naties met 138 tegen 9 stemmen erkend als waarnemend niet-lidstaat. Palestina wordt daarmee door de VN erkend als soevereine staat.

## Overleden
<< · januari · februari · maart · april · mei · juni · juli · augustus · september · oktober · november · december · >>